# Kerberosaurus
Kerberosaurus („ještěr Kerbera“) byl rod velkého hadrosauridního dinosaura, který žil asi před 70 až 66 miliony let (v období svrchní křídy) na území Dálného Východu Ruska (Amurská oblast); představuje doklad příbuznosti dinosauří fauny Asie a Severní Ameriky na konci druhohor.

## Historie a popis
Zkameněliny tohoto velkého býložravce byly objeveny v rozsáhlém lůžku kostí v roce 1984 a formálně popsány byly až o dvacet let později. Typovým druhem je K. manakini. Tento hadrosaurid byl blízce příbuzný rodům Kamuysaurus, Kundurosaurus, Edmontosaurus, Shantungosaurus a Laiyangosaurus, žil navíc vedle dalšího velkého hadrosaurida rodu Amurosaurus. Byl tak zástupcem tribu Edmontosaurini, skupiny vývojově vyspělých hadrosauridů z pozdní svrchní křídy severní polokoule.

## Rozměry
Podle paleontologa Thomase R. Holtze, Jr. dosahoval tento dinosaurus délky asi 8 metrů a hmotnosti zhruba 2 až 3 tuny.

## Paleoekologie
Tito hadrosauridi byli patrně loveni velkými tyranosauridními teropody, blízce příbuznými populárnímu severoamerickému druhu Tyrannosaurus rex. Jejich fosilní zuby a jiné části kostry byly objeveny ve stejných sedimentech (geologické souvrství Udurčukan a některá další).